# Liste der Stolpersteine in Evere
Die Liste der Stolpersteine in Evere umfasst jene Stolpersteine, die vom Kölner Künstler Gunter Demnig in der belgischen Gemeinde Evere verlegt wurden. Evere ist eine von 19 Gemeinden der zweisprachigen Region Brüssel-Hauptstadt. Stolpersteine erinnern an das Schicksal von Menschen aus dieser Region, die von Nationalsozialisten ermordet, deportiert, vertrieben oder in den Suizid getrieben worden sind. Sie wurden von Gunter Demnig verlegt, im Regelfall vor dem letzten selbstgewählten Wohnort des Opfers.

## Verlegte Stolpersteine
Bis Mai 2022 wurden an zwei Adressen in Evere jeweils ein Stolperstein verlegt.
| Stolperstein | Übersetzung | Verlegeort              | Name, Leben |
| ------------ | --- | ----------------------- | --- |
|              | HIER WOHNTE MAURICE GEERAERTS GEBOREN 1912 WIDERSTANDSKÄMPFER VERHAFTET 28.8.1942 FÜSILIERT 13.10.1943 TIR NATIONAL      | Rue Edouard Stuckens 80 | Maurice Aloïs Geeraerts wurde am 27. April 1912 in Sterrebeek geboren. Er war verheiratet mit Bertha Galliaerdt, das Paar hatte die 1940 in Uccle geborene Tochter Monique. Geeraerts war Mechaniker und arbeitete in der deutschen Fabrik Jumo in Vilvoordeg. Am 28. August 1942 wurde er in der Fabrik von der Geheimen Feldpolizei (Wehrmacht) verhaftet. Am 28. Juli 1943 wurde er durch das Feldgericht Luftgau Belgien-Nordfrankreich zum Tode verurteilt. Vorgeworfen wurde ihm Spionage für die Engländer, er hätte Dokumente und Flugzeugteile an diese geliefert. Maurice Geeraerts wurde am 13. Oktober 1943 auf dem Tir National bei Schaerbeek durch ein Erschießungskommando hingerichtet. Posthum wurde er am 15. November 1943 vom Ministère de la Défense für seine Spionagetätigkeit ausgezeichnet.                                                                                               |
|              | HIER WOHNTE LOUIS RICKAL GEBOREN 1892 WIDERSTANDSKÄMPFER VERHAFTET 26.11.1943 BREENDONK FÜSILIERT 28.2.1944 TIR NATIONAL | Rue St Vincent 50       | Louis Rickal wurde am 28. August 1892 geboren in Brüssel geboren. Er heiratete die 1896 in Antwerpen geborene Joséphine Tant, das Paar bekam zwei Kinder: Georges (geboren 1928) und Honoré (geboren 1930). Rickal war Polsterer und Widerstandskämpfer, er gehörte zur Organisation Militaire Belge de Résistance (OMBR). In seinem Keller befand sich ein Waffen- und Munitionsdepot. Am 26. November 1943 wurde er denunziert und verhaftet. Zuerst wurde er in Saint-Gilles inhaftiert und von dort in das Fort Breendonk überstellt. Louis Rickal wurde am 28. Februar 1944 auf dem Tir National bei Schaerbeek durch ein Erschießungskommando zusammen mit weiteren 19 Widerstandskämpfern hingerichtet. Diese Erschießungen waren eine Racheaktion für mehrere Anschläge, die sich gegen den Sicherheitsdienst des Reichsführers SS so wie weitere Einrichtungen der SS und der Brüsseler Polizei richteten. |

## Verlegedatum
- 11. Oktober 2019